# Cheriyal
Cheriyal (of Cherial) is een dorp en een mangal in het district Siddipet in de Indiase deelstaat Telangana. Het dorp is bekend door zijn volksschilderkunst. Op grote rollen canvas, maar tegenwoordig ook op kleine formaten papier, worden verhalen uit de mythologie en folklore geschilderd in rijke kleuren. Deze geschilderde rollen werden gebruikt om verhalen te vertellen. Deze kunst wordt Nakashi genoemd of, omdat alleen kunstenaars in Cheriyal ze nog maken, Cheriyal.

## Verhalen vertellen
Deze kunst is onlosmakelijk verbonden met het beroep van het vertellen van verhalen. De groep die dat deed stond bekend als Kaki Padagollu. De vertellers gingen van dorp naar dorp en rolden de rollen met afbeeldingen af en zongen er het bijbehorende verhaal bij, met muziek en dans. Het waren vertellingen uit de Purana's en andere mythologische verhalen.
De rollen konden wel 20 meter of langer zijn, de breedte was meestal rond de 90 centimeter. Het waren eigenlijk reuze-stripverhalen, waarbij elke afbeelding een deel van het verhaal vertelde. Voor elke kaste waren andere rollen, met een andere keuze van de episodes en een andere iconografie.
De verhalenvertellers gebruikten ook wel poppen en maskers.

## Karakteristieken
De schilderingen zijn geschilderd in overwegend primaire kleuren, de achtergrond van de taferelen is rood. De afbeeldingen hebben een decoratieve omlijsting. De thema's zijn afkomstig uit de Krishna Leela, Ramayana, Mahabharata, Shiva Puranam, Markandeya Puranam, verhalen van de gemeenschappen en voorstellingen van het leven op het platteland.

## Uitstervend beroep
Het beroep van het vertellen van verhalen met behulp van deze schilderingen bestaat nauwelijks nog, onder meer door bijvoorbeeld de televisie en film. Grote rolschilderingen worden ook niet zoveel meer gemaakt. Tegenwoordig schilderen de weinige kunstenaars die er nog zijn meestal korte verhalen op kleinere maten papier of simpele afbeeldingen van Hindoegoden (meestal Krishna, Ganesha of Rama) of taferelen uit het dorps- en boerenleven. Ze worden gekocht om op te hangen.
De traditie van het verhalen vertellen met behulp van rolschilderingen komt ook voor in West-Bengalen. De schilderkunst wordt daar patachitra genoemd.